# Бродзели, Реваз
Реваз Бродзели (родился 25 октября 1994 года в Грузии) — грузинский регбист, выступающий на различных позициях.

## Клубная карьера
В Грузии выступал за «Джики», стал чемпионом Грузии в 2017 году. В 2018 перешёл в новичка Диди 10 «Вапхвеби». В 2019 году принял предложение российской команды «Слава», куда его пригласил тренер Гия Амирханашвили (тренировал его в «Джики»). В первом сезоне стал самым результативным игроком команды (72 очка, 1 попытка, 11 штрафных, 17 реализаций), это пятый результат в лиге, и стал бронзовым призёром первенства. 
Также игрок попал в скандальную историю: после занесения попытки игроком Сабой Илуридзе они отметили набранные очки, прикрыв один глаз рукой в знак поддержки пострадавших в результате недавних протестов в Грузии (одна девушка потеряла глаз в результате применения полицией резиновых пуль).
На фоне протестов и ухудшения российско-грузинских отношений поступили сообщения о том, что Илуридзе и Бродзели были исключены из состава клуба за политическую провокацию, однако 4 июля пресс-служба клуба опровергла слухи и заявила, что игроки остаются в команде. В 2020 году перешёл в «Локомотив-Пенза». В матче против бывшего клуба забил победный штрафной (счет 15-16).

## Карьера в сборной
Выступал за молодежную (до 20 лет) сборную Грузии. Имеет опыт выступления за сборную по регби-7. Также в 2019 году был приглашён в сборную клубов ФРР в рамках подготовки сборной России к чемпионату мира 2019 года.